# Éric Alary
Pour les articles homonymes, voir Alary.
Éric Alary, né en 1969 à Cosne-sur-Loire (Nièvre), est un historien et écrivain français, spécialiste de la Seconde Guerre mondiale, de la vie des Français au quotidien (XXe siècle) et de l'histoire de la gendarmerie. Il est professeur d'histoire en classes préparatoires aux grandes écoles (CPGE) depuis 2003.
Il préside le Centre européen de promotion de l'histoire (CEPH) de Blois qui organise Les Rendez-vous de l'histoire depuis 2021.

## Biographie
Éric Alary, docteur de Sciences Po Paris (2001) et agrégé d'histoire (auditeur libre à l’École Normale Supérieure de Fontenay-Saint-Cloud, en 1996), est spécialiste de la Seconde Guerre mondiale, en particulier de la ligne de démarcation, mais aussi de l'histoire du quotidien des Français au cours des deux guerres mondiales,,, ainsi que de l'histoire de la gendarmerie. Il a écrit le premier essai sur l'histoire des enfants en France au XXe siècle (2022). 
Il a été l'assistant de René Rémond. Il a enseigné dans le cadre du programme international de sciences politiques et sociales et du séminaire de DEA de René Rémond et à l'École militaire de Saint-Cyr Coëtquidan (2000-2001).
En 2003, il est professeur docteur-agrégé- puis de Chaire supérieure à partir de 2018 - en classes préparatoires littéraires aux grandes écoles  (lettres supérieures, première supérieure: cours commun et option "Chartes") à Poitiers au lycée Camille-Guérin (Première supérieure ENS LSH-Lyon et École Nationale des Chartes) ; puis, depuis 2008, à Tours au lycée Descartes (lettres supérieures, première supérieure: cours commun et option "sciences humaines").
De 2004 à 2010, il a été chargé de cours à l'Institut d'études politiques de Paris (cycle ibéro-américain). Il a rédigé sa thèse sous la direction du professeur Jean-Pierre Azéma. 
Il a été, de 1996 à 2014, chercheur associé au centre d'histoire de Sciences Po Paris. Il a dirigé, de 2010 à 2014, la collection « Histoire et Mémoire » du Centre national de documentation pédagogique.
Il a été, à partir de 2001, chercheur associé au Centre de recherches historiques sur les sociétés et cultures de l'Ouest européen (CRHISCO) de l'université Rennes-II.
Il est, depuis juin 2021, président du conseil d'administration du Centre européen de promotion de l'histoire à Blois, structure organisatrice des "Rendez-Vous de l'Histoire de Blois". Il a été, de 2011 à 2021, président de l'Association des professeurs d'histoire-géographie du Centre-Val de Loire.

## Publications
- Le canton de Bléré sous l'occupation : une position unique en France, Paris, Office d'édition et de diffusion du livre d'Histoire, coll. « Monographies des villes et villages de France », 1994, 258 p. (ISBN 2-84126-039-9).
- Mars 1942 – Un procès sous l’Occupation au Palais-Bourbon, Paris, Éditions de l'Assemblée nationale, 2000, préface de Jean-Pierre Azéma, 150 p.[6]
- L'Histoire de la Gendarmerie – De la Renaissance au troisième millénaire (préface de René Rémond), Paris, Calman-Lévy, 2000, 286 p. ; réédition Perrin, collection « Tempus », 2011.
- La Ligne de démarcation, Perrin, 2003, 432 p. ;  réédition  Perrin, collection « Tempus », 2009.
- Avec  Christophe Bousquet, La Gendarmerie nationale – Regards sur un siècle d'images, Paris, Le Cherche-Midi, collection « Documents et Guides », 2001, 95 p.
- Avec Jean Vavasseur-Desperriers, Gilles Richard, Jacqueline Sainclivier et Philippe Nivet, La Recomposition des droites en France à la Libération 1944-1948, Presses universitaires de Rennes, collection « Histoire », 2004, 389 p.
- Avec Gilles Gauvin et Bénédicte Vergez-Chaignon, Les Français au quotidien 1939-1949, Paris, Perrin, 2006, 850 p. ; réédition Perrin, collection « Tempus », 2009.
- Direction d'ouvrage (avec Jean-Marie Augustin et Jean-Paul Bouchon et Lise Burnol, Patrick Brunet, Pierrick Hervé, Gilles Gauvin), Les Grandes affaires criminelles en France, La Crèche, Geste éditions, 2007, 273 p.
- Avec Bénédicte Vergez-Chaignon, Il était une fois les Français des années 1940, Geste éditions, 2010.
- L'Exode – Un drame oublié, Paris Perrin, 2010 ; réédition Perrin (édition revue et augmentée), collection « Tempus », 2013, 764 p.[7]
- Avec Bénédicte Vergez-Chaignon, Dictionnaire de la France sous l'Occupation, Larousse, 2011.
- Histoire de la gendarmerie, Perrin, coll. « Tempus », 2011.
- Avec Bénédicte Vergez-Chaignon, Il était une fois les Français des années 1950, Geste éditions, 2013.
- La Grande Guerre des civils, Paris, Perrin, 2013, 425 pages.
- La Seconde Guerre mondiale en France, Geste éditions, collection « Tout comprendre », 2016, 50 pages.
- L'Histoire des Paysans français, Perrin, collection « Pour l'Histoire », 2016, 395 pages.
- Histoire de la Loire, Geste éditions, 2016.
- Il y a 50 ans...Mai 68, Larousse, 2017.
- La Grande Guerre des civils, Perrin, « Tempus », 2018.
- Les objets cultes, Larousse, 2018.
- Histoire des paysans français, Perrin, collection « Tempus », 2019.
- Nouvelle Histoire de l'Occupation, Perrin, 2019.
- Histoire des enfants : Des années 1890 à nos jours, Passés Composés, 2022, 336 p.
- Histoire de France de Jacques Bainville (Préface et annotations par Eric Alary), éditions Larousse, 2022.
- Joseph Darnand, Perrin, 2023, 416 p.
- (sous la direction de), Histoire de la vie quotidienne en France au XXe siècle, Nouveau Monde éditions, 2024 (avec la collaboration de Bénédicte Vergez-Chaignon, Manon Pignot, Jacques Cantier, Pierre-Frédéric Charpentier).
- Nouvelle Histoire de l'Occupation, Perrin, collection "Tempus", 2024.
- Churchill, L'Etoffe d'un héros, Larousse, 2025.

### Collaborations à des ouvrages collectifs
- « Les années noires du maintien de l'ordre : l’exemple de la Gendarmerie nationale, entre omnipotence allemande et emprise de la Milice », dans Stefan Martens (de) et Maurice Vaïsse, Frankreich und Deutschland im Krieg (November 1942-Herbst 1944) : Okkupation, Kollaboration, Résistance, Bonn, Bouvier Verlag, 2000, 944 p., p. 556-572.
- « La ligne de démarcation, une « frontière » économique ? », dans Olivier Dard, Jean-Claude Daumas et François Marcot, L'Occupation, l'État français et les entreprises, Paris, ADHE, 2000, 487 p., p. 53-67.
- Avec Dominique Veillon, « Caluire : un objet d'histoire entre mythe et polémique », dans Jean-Pierre Azéma (dir.), Jean Moulin face à l'Histoire, Paris, Flammarion, 2000, 418 p., p. 184-194.
- Avec Dominique Veillon, « L'après-guerre des femmes françaises : 1947, un tournant ? », dans Serge Berstein, Pierre Milza (dir.), L'Année 1947, Paris, Presses de la FNSP, 2000, 531 p., p. 487-511.
- « Les ADP sous l'occupation: la poursuite de l'action sociale du PSF », dans Serge Berstein (direction), Le PSF, un parti de masse, CNRS éditions, 2016.
- La politique sportive et l'éducation physique sous l'occupation, Insep éditions, 2018 (avec Marianne Lassus, « Le commissariat Pascot » ; direction de l'ouvrage : Jean-Pierre Azéma).
- Les générations historiennes, CNRS éditions, 2019 (sous la direction de Jean-François Sirinelli).
- Le fantôme de Philippe Pétain, Flammarion, 2022 (direction de Philippe Collin ; avec 11 autres historiens, dont Henry Rousso, Pascal Ory, Denis Peschanski, Bénédicte Vergez-Chaignon, etc.).

### Articles
- « Les Juifs et la ligne de démarcation (1940-1943) », dans Survivre à la Shoah : exemples français, Paris, Les Belles Lettres, Les Cahiers de la Shoah, 2001, no 5, p. 13-49 [lire en ligne]
- « La ligne de démarcation, 1940-1944 : une frontière "artificielle" », dans Guerres mondiales et Conflits contemporains, avril-juin 1998, no 190, p. 7-28 [lire un extrait]
- Il a collaboré à la rédaction de dossiers dans Histoire et Civilisations (Le Monde/ National Geographic), Le Monde Hors série, Télérama, Géo Histoire, Historia, Les Journaux de Guerre, etc..

## Décorations
- Chevalier de l'ordre national du Mérite
- Commandeur de l'ordre des Palmes académiques
- Chevalier de l'ordre des Arts et des Lettres